# Pop delavnica 1991
Finale IX. Pop delavnice je potekal 1991 v Grižah pri Žalcu.
Na Pop delavnici 1991 so nastopili (prvih 10 popoldne, drugih 10 zvečer):
Popoldne
| #   | Izvajalec                     | Naslov pesmi         | Avtorji                             |
| --- | ----------------------------- | -------------------- | ----------------------------------- |
| 1.  | Tomaž Domicelj                | Si-Si-Simona         | Tomaž Domicelj                      |
| 2.  | Peter Pan                     | Moja lubica          | Tomaž Grubar                        |
| 3.  | Chateau                       | Objemi me            | Zvone Hranjec − Peter Rezman        |
| 4.  | Boogie                        | Zapleši boogie       | Niels Udir                          |
| 5.  | Janez Bončina                 | Kadar ognji dogorijo | Janez Bončina − Alenka Štebe        |
| 6.  | Don Mentony Band              | Zdaj sem pa Miško    | Janez Zmazek                        |
| 7.  | Avtomobili                    | Drugačno nebo        | Mirko Vuksanović − Marko Vuksanović |
| 8.  | Zoran Predin & Los malancanos | Skuštrana            | Zoran Predin                        |
| 9.  | Faust                         | Osamljen             | K. Čotar                            |
| 10. | Čuki                          | Prišel bo spet dan   | Jože Potrebuješ − Marko Vozelj      |

Zvečer
| #   | Izvajalec              | Naslov pesmi          | Avtorji                       |
| --- | ---------------------- | --------------------- | ----------------------------- |
| 1.  | Big Ben                | Reci, reci            | Janez Rijavec                 |
| 2.  | Damjana & Hot Hot Hot  | Če bi mi srce dal     | Karel Novak                   |
| 3.  | Pop Design             | Solza                 | Tone Košmrlj                  |
| 4.  | California             | Ne pozabi me          | Matjaž Zupan                  |
| 5.  | Mix max                | Zakaj                 | Tone Košrmlj                  |
| 6.  | Moulin Rouge           | Poljubi me, pozabi me | Matjaž Kosi                   |
| 7.  | Nastja in Sandra       | Samba poletja         | Aleš Klinar − Dušan Velkaverh |
| 8.  | Milan Pečovnik - Pidži | Sam na poti           | Milan Pečovnik                |
| 9.  | After Eight            | Big Boss              | Gorazd Čepin                  |
| 10. | Panda                  | Kako je to lepo       | Andrej Pompe                  |

## Nagrade
Nagrade občinstva
1. Pop Design – Solza
2. Avtomobili – Drugačno nebo
3. Tomaž Domicelj – Si-Si-Simona

Nagrade strokovne komisije
1. Chateau – Objemi me
2. Zoran Predin & Los malancanos – Skuštrana
3. Damjana & Hot Hot Hot – Če bi mi srce dal